# Kutianka (obwód tarnopolski)
Kutianka (ukr. Кутянка, hist. Iserna) – wieś na Ukrainie  w obwodzie tarnopolskim, w rejonie krzemienieckim.